# Wilhelm Radziwiłł
Wilhelm Radziwiłł herbu Trąby (ur. 19 marca 1797 w Berlinie, zm. 5 sierpnia 1870 tamże) – pruski książę, generał, trzynasty ordynat na Nieświeżu.

## Życiorys
Syn Antoniego Henryka Radziwiłła i Fryderyki Doroty Ludwiki von Hohenzollern, brat Bogusława Fryderyka Radziwiłła i Elizy Radziwiłłówny. Razem z bratem Bogusławem tworzył zgodną rodzinę, którą łączyły m.in. żony będące siostrami oraz wspólny majątek. 
Uczęszczał do gimnazjum Fryderyka Wilhelma w Berlinie. W latach 1813–1814 brał udział w wojnach napoleońskich służąc czynnie w armii pruskiej jako adiutant w sztabie generała von Bülowa. Następnie, w latach 1816–1819 studiował w Akademii Wojskowej w Berlinie. W 1821 otrzymał dowództwo jednego z batalionów 19 Pułku Piechoty stacjonującego w Poznaniu. Następnie przeniesiony do rezerwy, w której, pomimo braku doświadczenia, otrzymywał kolejne awanse. Deputowany stanu rycerskiego z głosem wirylnym na sejm prowincjonalny Wielkiego Księstwa Poznańskiego w 1841 roku. Był deputowanym ze stanu rycerskiego nasejm prowincjonalny Wielkiego Księstwa Poznańskiego w 1845 roku. W 1847 został dziedzicznym członkiem pruskiej Izby Panów. W 1848 głosował przeciwko włączeniu Wielkiego Księstwa Poznańskiego do Związku Niemieckiego. W 1848 roku powrócił do czynnej służby wojskowej jako generał biorąc udział w I wojnie o Szlezwik. W tym samym roku został komendantem twierdzy Torgau. Funkcję tę sprawował do 1850 roku. Następnie w 1852 został dowódcą IV Korpusu Armijnego w Magdeburgu, w 1858 dowódcą III Korpusu Armijnego w Berlinie. W 1859 mianowano go wojskowym gubernatorem Brandenburgii. 
W dniu 1 lipca 1860 regent Wilhelm Hohenzollern mianował go generalnym inspektorem twierdz i szefem Korpusu Inżynierów i Pionierów. W 1864 przeszedł zawał serca. Pogarszający się stan zdrowia sprawił, że w 1866 przeszedł na emeryturę.
Współwłaściciel ordynacji: ołyckiej i przygodzickiej. Patron kościoła farnego w Ostrowie. Zaangażował się przy budowie ostrowskiego Królewskiego Gimnazjum Męskiego.
Zmarł 5 sierpnia 1870 roku w Berlinie. Pochowano go w kaplicy rodzinnej pod wezwaniem Matki Boskiej Ostrobramskiej w Antoninie koło Ostrowa Wielkopolskiego.

## Odznaczenia
W trakcie służby wojskowej Wilhelm Radziwiłł otrzymał:
- Order Orła Czarnego z łańcuchem
- Order Pour le Mérite
- Krzyż Żelazny II klasy
- Odznaka za Służbę Wojskową
- Krzyż Wielki Orderu Alberta Niedźwiedzia (Anhalt)
- Order Świętego Huberta (Bawaria)
- Krzyż Wielki Orderu Henryka Lwa (Brunszwik)
- Krzyż Wielki Orderu Gwelfów (Hanower)
- Krzyż Wielki Orderu Ernestyńskiego (Sakosnia)
- Krzyż Wielki Orderu Sokoła Białego (Saksonia-Weimar)
- Wielka Wstęga Orderu Leopolda (Belgia)
- Krzyż Wielki Orderu Leopolda (Austro-Węgry)
- Order Świętego Aleksandra Newskiego (Imperium Rosyjskie)
- Order Świętego Włodzimierza IV klasy z mieczami (Imperium Rosyjskie)
- Komandor Orderu Miecza (Szwecja)